# Miguel de Molinos
Miguel de Molinos, född 29 juni 1628 Muniesa, Teruel, död 28 december 1696 i Rom, var en spansk mystiker och grundare av den så kallade kvietismen.

## Biografi
Molinos blev präst och teologie doktor samt vistades från år 1670 i Rom som biktfader åt en mängd förnäma familjer. Han gav 1675 ut sin berömda Guida spirituale, som senare utökades med Della cottidiana communione. Molinos anslöt sig till sina föregångare i Spanien (främst Teresa av Ávila) och tog möjligen även intryck av alumbrados, när han i Guida framställde hur människan skulle komma till sann frid med Gud. Dit ledde fyra vägar: bön, lydnad med fullständig resignation under Guds vilja, daglig kommunion samt dödande av alla begär, till och med av den kärlek, som ännu hade något att önska eller bedja av Gud. Målet var ren, oegennyttig kärlek till samt inre, omedelbar åskådning av Gud. 
Skriften fick många beundrare, främst påven Innocentius XI själv, men också motståndare, i synnerhet bland jesuiterna. En av inkvisitionen inrättad kommission hade dock inget att anmärka på den. Då förmåddes Ludvig XIV i Frankrike av sin biktfader, jesuiten François d'Aix de La Chaise, att 1685 hos påven göra allvarliga föreställningar, vilket medförde att Molinos fängslades. Hans process drog till sig hela Europas uppmärksamhet och bidrog till att sprida den romanska mystiska litteraturen ända upp till Norden. En undersökningskommission sammanfattade ur Molinos skrift, samt ur 20 000 befintliga brev som fanns i hans ägo, 68 villfarelser, som fördömdes år 1687. Sedan påven efter lång tvekan bekräftat domen, avsvor Molinos offentligt i kyrkan Santa Maria sopra Minerva vad som lagts honom till last och hölls i livstids fängelse, där han dog.